# TEE Mediolanum
Pour les articles homonymes, voir Mediolanum (homonymie).
Le Mediolanum est un train de type Trans-Europ-Express ou TEE qui relia de 1957 à 1984 les villes de Milan et de Munich.

## Mise en service
À la fin des années 1950, Milan et Munich étaient reliées par une dizaine de trains internationaux quotidiens. Ces liaisons, qui empruntaient l'itinéraire du col du Brenner, franchissant le col à 1 370 m sans tunnel de faîte, étaient très lentes. Le train le plus rapide, l'Alpen Express, ne mettait pas moins de 10 h 43 pour parcourir les 593 km séparant les deux grandes villes (avec, il est vrai, 15 arrêts intermédiaires sur 3 réseaux différents: les Ferrovie dello Stato italiens ou FS, les Österreichische Bundesbahnen autrichiens ou ÖBB, la Deutsche Bundesbahn allemande ou DB. Cette ligne étaient portant électrifiée sur la totalité de son parcours, mais présentait 3 types différents de courant: 15 kV 2/3 Hz de Munich au Brenner, 3 700 V 16 2/3 Hz du Brenner à Bolzano, puis succédant au courant alternatif du 3 000 V continu de Bolzano à Milan. Il apparut donc logique d'offrir, dans le cadre des services TEE venant d'apparaître, une liaison plus rapide et plus confortable aux voyageurs pressés et prêts à payer un prix élevé.
Le 15 octobre 1957, le TEE Mediolanum assura pour la première fois l'aller-retour entre la capitale lombarde et la cité bavaroise. Le train, dont le service était assuré par une rame automotrice diesel italienne de type ALn 442-448 des FS, reliaient les deux villes en 7 h 34 dans le sens Milan-Munich, en 7 h 20 au retour (avec 6 arrêts intermédiaires: Vérone, Trente, Bolzano, Brenner à la frontière entre l'Italie et l'Autriche, Innsbrück, Kufstein à la frontière entre l'Autriche et l'Allemagne). Le Mediolanum (sous la numérotation 393/394 et 395/396 en Italie, TS 75-TS 76 en Autriche, 75-76 en Allemagne) quittait Milan à 6 h 00 et parvenait à Munich à 13 h 34; dans le sens inverse, il quittait la Bavière à 15 h 45 et parvenait en Lombardie à 23 h 05. La vitesse commerciale s'était sensiblement améliorée passant de 55,4 km/h pour l'Alpen Express à 69,2 km/h dans le sens pair (au départ de Milan) et 71,1 km/h dans le sens impair.

## Exploitation

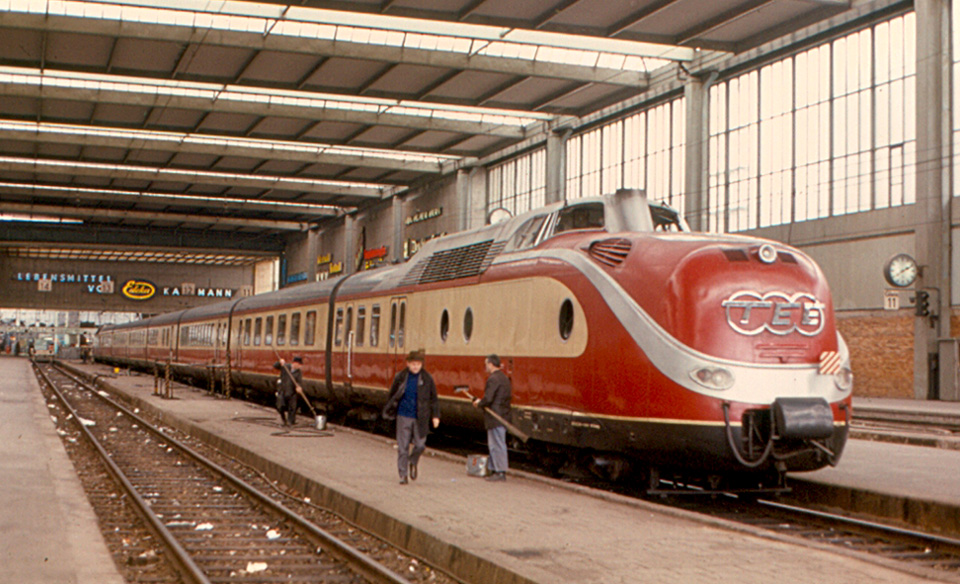
Rame automotrice 601 de la DB qui assura le service du Mediolanum de 1969 à 1972, ici à Munich.

La durée du parcours fit qu'il n'y eut pas de changement notable d'horaire durant toute la durée d'exploitation de ce TEE, on en resta à un départ tôt le matin de Milan et un retour tard le soir, l'arrivée et le départ de Munich s'effectuant dans l'après-midi. Toutefois, le départ de Milan, jugé trop matinal, fut repoussé de 6 h 00 à 7 h 15 à partir de l'horaire d'été 1958.
Les autorités ferroviaires cherchèrent surtout à améliorer les temps de parcours jugés encore trop longs. Avec le même matériel, la durée du trajet, entre Milan et Munich, fut ramenée de 7 h 34 en 1957 à 7 h 06 en 1959 (73,2 km/h de moyenne commerciale), 6 h 50 en 1960 (75,7 km/h), pour sa stabiliser à 6 h 56 de 1962 à 1968 (74,8 km/h). Dans le sens impair, les gains furent moins spectaculaires, mais appréciables: de 7 h 20 en 1957, on parvint à 7 h 05 en 1960 (73,4 km/h) avant de passer à 7 h 00 en 1968 (74,1 km/h). Ces améliorations furent obtenues malgré un arrêt supplémentaire en gare de Rovereto durant les services d'été de 1958 à 1968. Il est à signaler que de 1958 et 1968 le Mediolanum, assuré par une rame automotrice diesel, était jumelé entre les gares de Milan et de Vérone avec une rame électrique; à partir de cette dernière station, les deux convois se séparaient, le matériel électrique poursuivant sa route jusqu'à Venise.

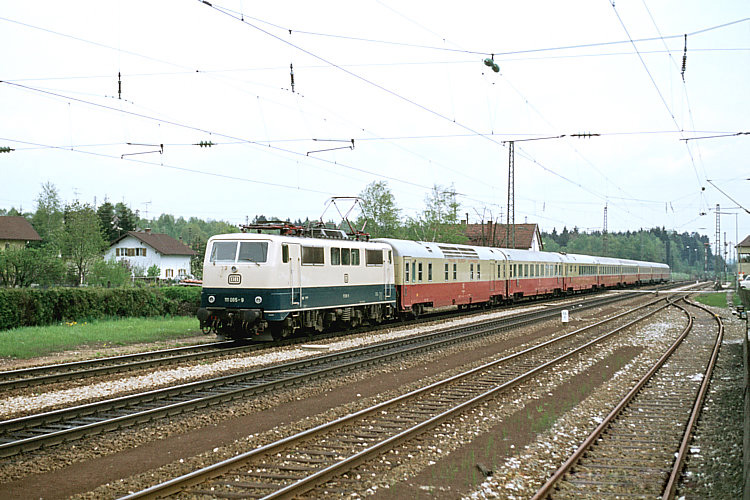
TEE Mediolanum en 1977 avec une locomotive DB 111 et voitures Gran Confort de la FS.

Le service d'été 1969 vit un changement de matériel pour le service du Mediolanum. Les automotrices Breda ALn 442-448, à la puissance limitée et au confort ne supportant plus la comparaison avec les autres matériels TEE, furent remplacées par les rames automotrices diesel de la DB 601 (ex VT 11.5) libérées d'un certain nombre de services TEE. Ce matériel, délivrant une puissance de 2 200 CV, était mieux adapté aux lignes à forte déclivité du parcours Milan-Munich, offrait des capacités supplémentaires avec ses 2 motrices encadrant 5 remorques (3 à couloir latéral, 1 à couloir central, 1 voiture-restaurant et bar). La vitesse commerciale fut encore améliorée (sous la numérotation TEE 17-18 de 1967 à 1971, TEE 85-84 à partir de cette dernière date), la durée du parcours Milan-Munich fut ramenée à 6 h 48 (76 km/h), puis à 6 h 39 (77.5 km/h), dans le sens impair à 6 h 45 (76,5 km/h), puis 6 h 40 (77,3 km/h).
Horaires du Mediolanum du hiver 1971-1972
| TEE 85 | Pays      | Gare               | km  | TEE 84 |
| ------ | --------- | ------------------ | --- | ------ |
| 15:45  | Allemagne | München Hbf        | 0   | 13:55  |
| 16:44  | Autriche  | Kufstein           | 99  | 12:54  |
| 17:28  | Autriche  | Innsbruck Hbf      | 173 | 12:12  |
| 18:09  | Autriche  | Brenner            | 210 | 11:35  |
| 20:29  | Italie    | Bolzano            | 300 | 11:09  |
| 21:00  | Italie    | Trento             | 355 | 10:37  |
| 21:57  | Italie    | Verona Porta Nuova | 447 | 09:41  |
| 23:24  | Italie    | Milano Centrale    | 595 | 08:15  |

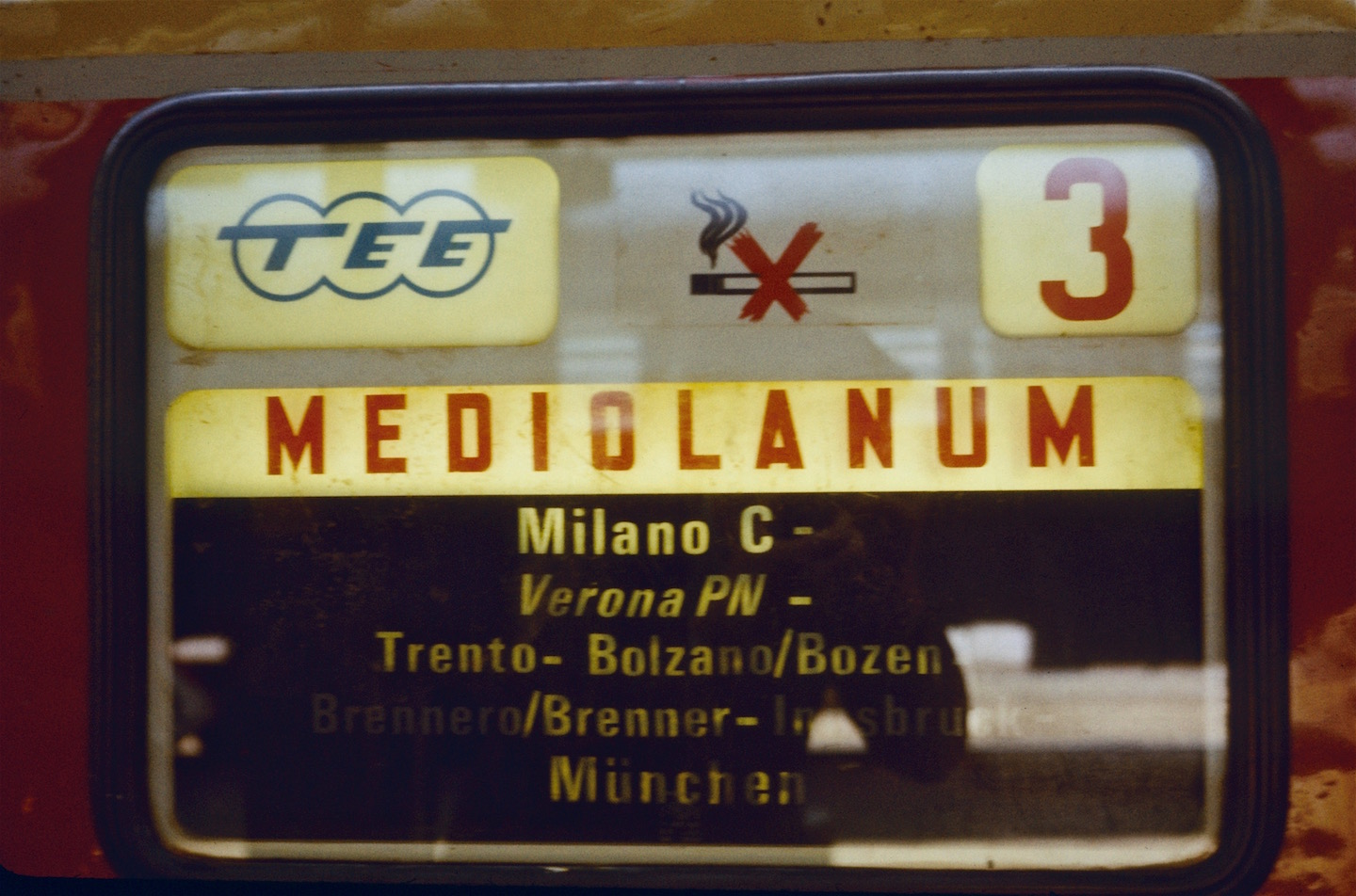
L'enseigne dans un wagon de train, 1982

Au service d'été 1972, les rames 601 cédèrent la place à des convois tractés. Ces dernières étaient composées de matériel TEE des FS, chaque convoi étant formé de 2 voitures à couloir latéral, d'une voiture à couloir central, d'une voiture-restaurant, d'un fourgon-générateur. Sur les lignes italiennes, une locomotive électrique E 444 "Tartaruga" assurait la traction jusqu'au col du Brenner, le relais était ensuite pris par une machine de la DB, type 110 ou 112, sur les tronçons autrichien et allemand. Les temps de parcours furent légèrement allongés et on revint aux durées de la fin des années 1960 correspondant aux meilleures performances des automotrices Breda. Les rames tractées permettaient une meilleure adaptation de la capacité des convois aux fluctuations du trafic et offraient un confort accru aux passagers.
Le Mediolanum fut un des derniers trains TEE en service, il ne fut supprimé que le 3 juin 1984, après ses homologues composant l'étoile ferroviaire milanaise (les TEE Ligure, TEE Mont-Cenis et TEE Lemano).